# Célula oxífila (paratireóide)
Na glândula paratireoide, as células oxifilas da paratireoide são maiores e com coloração mais clara do que aa células principais da paratireoide. 
 

Essas células podem ser encontradas em grupos no centro da seção e na periferia. As células oxífilas aparecem no início da puberdade, mas não têm função conhecida. Com exames de medicina nuclear, eles absorvem seletivamente o radiotraçador do complexo tecnécio-sestamibi para permitir o delineamento da anatomia glandular. Foi demonstrado que as células oxifila expressam genes relevantes para a paratireóides e têm o potencial de produzir fatores autócrinos / parácrinos adicionais, como a proteína relacionada ao hormônio da paratireóide (PTHrP) e calcitriol.